# Бабич Анатолій Олександрович
Бабич Анатолій Олександрович (нар. 6 серпня 1936 — 9 вересня 2015) - відомий винахідник і селекціонер

## Життєпис
Народився 6 серпня 1936 р. в с. Павлівка Васильківського району Дніпропетровської області. Закінчив з відзнакою Дніпропетровський державний аграрний університет. 
У 1979 р. у Ставропольському аграрному університеті захистив докторську дисертацію на тему: «Особливості технології вирощування сої в Північному Степу України». 
У 1987 р. А. О. Бабичу було присвоєно вчене звання професора. 
Голова експертної ради з кормових культур Державної служби із сортовипробування сільськогосподарських культур України. Перший доктор наук по культурі сої в Україні.
За 51 рік наукової діяльності академік А. О. Бабич зробив великий внесок у селекцію і насінництво, рослинництво й кормовиробництво. 
Під його керівництвом і за участю сформовано цінний вихідний селекційний матеріал, розгорнуто селекцію і насінництво в Інституті кормів НААН, створено високоурожайні сорти зернобобових, кормових та інших культур. 
За результатами досліджень одержав 140 патентів і авторських свідоцтв.
Почесний професор Дніпропетровського і Подільського аграрних університетів, Полтавської державної аграрної академії, Людина року в США (1992, 2000). А  також відзначений високими державними нагородами: орденами Трудового Червоного Прапора, «За заслуги» III ст. (1992), «За заслуги» II ст. (1997), «Золота Зірка» (Кембридж, Англія, 2000), «За заслуги» (Велика Британія, 2001), Міжнародною нагородою Американської соєвої асоціації (1992).
Про вітчизняне і світове визнання А. О. Бабича свідчить те, що його ім'я занесене до енциклопедичних довідників: «Міжнародний довідник видатних лідерів XX століття» (США), «Міжнародний біографічний довідник» (м. Кембридж), «1000 впливових лідерів світу» (США), «Енциклопедія сучасної України», «Золота книга ділової еліти України» (2000), «Хто є хто в Україні», «Нові імена», «Імена України», «Українська академія аграрних наук», «Российская академия сельскохозяйственных наук», «Агропромисловий комплекс України».

## Досягнення
За ґрунтовні дослідження і наукові праці одержав Лист-подяку і благословення від Папи Римського Іоанна Павла ІІ.   